# Phthiria fulva
Phthiria fulva är en tvåvingeart som beskrevs av Johann Wilhelm Meigen 1804. Phthiria fulva ingår i släktet Phthiria och familjen svävflugor. Inga underarter finns listade i Catalogue of Life.